# Meliboeus indignus
Meliboeus indignus es una especie de escarabajo del género Meliboeus, familia Buprestidae. Fue descrita científicamente por Obenberger en 1931. El especimen masculino se distinguen por un terguito anal tiene una espina media aguda y corta.